# Isotelus

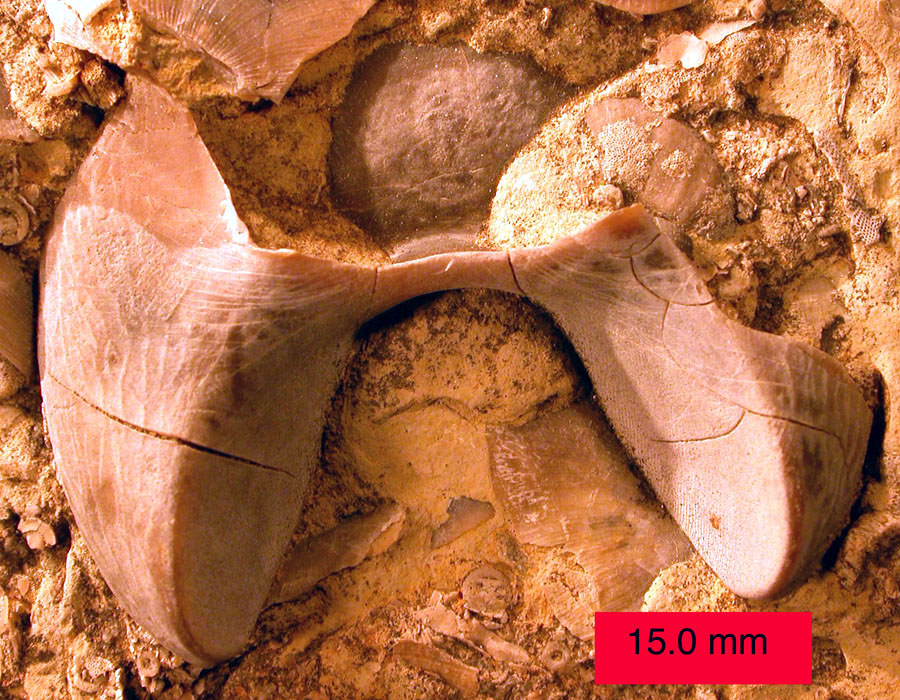
Ipostoma di Isotelus

L’isotelo (gen. Isotelus) è un grosso artropode estinto, appartenente ai trilobiti. Visse nell'Ordoviciano superiore (circa 420 milioni di anni fa), e i suoi resti sono stati ritrovati in gran parte del Nordamerica (Stati Uniti nordorientali, Manitoba, Quebec e Ontario). Tra gli appartenenti a questo genere vi sono i più grandi trilobiti finora rinvenuti.

## Descrizione
Il corpo di questo trilobite era insolitamente massiccio: il cephalon aveva forma subtriangolare e priva di strutture degne di nota, così come il pigidio. Le due estremità, a tutti gli effetti, erano molto simili l'una all'altra (il nome Isotelus deriva dal greco e significa appunto “termine uguale”). Il torace era costituito da pochi segmenti, le cui pleure erano prive di spine genali.

## Trilobiti giganti
Tra le varie specie di isotelo la più notevole è Isotelus rex, un vero gigante fra i trilobiti. Un fossile completo di questa specie, proveniente dal Manitoba, è stato descritto nel 2003 e raggiunge dimensioni considerevoli: lungo 72 centimetri, largo 40 e alto 7, questo robusto animale è il più grande trilobite finora rinvenuto.
I sedimenti della formazione in cui è stato rinvenuto il fossile si depositarono in acque equatoriali; questo fatto determinerebbe l'esempio di un gigantismo a bassa latitudine, in netto contrasto con il diffuso fenomeno di “gigantismo polare” tipico di molti artropodi odierni. Tra le altre specie di Isotelus, da ricordare I. maximus e I. brachycephalus.

## Stile di vita
Con tutta probabilità Isotelus era un lento animale di fondale, che predava organismi sessili di dimensioni inferiori; è possibile inoltre che fosse un animale saprofago o che si nutrisse di resti presenti nel sedimento. La robusta corazza costituiva di per sé una buona protezione contro i predatori più grandi.

## Estinzione
L'estinzione di questi trilobiti giganti alla fine dell'Ordoviciano non può essere messa in relazione con l'aumento di taglia; più probabilmente, la scomparsa degli isotelini fu una conseguenza dell'incapacità di adattamento delle larve di questi animali, che conducevano uno stile di vita pelagico e non riuscirono a sopravvivere in un clima fattosi improvvisamente più freddo con la perdita dell'habitat tropicale.